# Franciszek Tomaszewski
Franciszek Tomaszewski (30. listopadu 1852 Berežany – 17. července 1912 Lvov) byl rakouský pedagog a politik polské národnosti z Haliče, na počátku 20. století poslanec Říšské rady.

## Biografie
Vystudoval gymnázium v rodných Berežanech a pak studoval matematiku na filozofické fakultě Lvovské univerzity a Vídeňské univerzity. Byl doktorem filozofie. Sloužil v rakousko-uherské armádě u 21. pěšího regimentu. Zasedal v obecní radě ve Lvově. Byl členem okresního výboru a školní rady a předsedou vzdělávacího spolku pro východní Halič. Angažoval se ve spolkovém životě. Byl místopředsedou Sokola. Zpočátku profesně působil na gymnáziu Františka Josefa ve Lvově, kde byl v letech 1876–1879 suplentem. Pak po sedmnáct let vyučoval na gymnáziu svaté Anny v Krakově. Roku 1896 byl jmenován gymnaziálním ředitelem v Sambiru a roku 1904 se vrátil na gymnázium Františka Josefa ve Lvově, kam nastoupil jako ředitel tohoto ústavu.
Od roku 1901 zasedal jako poslanec Haličského zemského sněmu zvolený za obvod Sambir.
V době svého parlamentního působení je uváděn jako ředitel gymnázia ve Lvově.
Působil také coby poslanec Říšské rady (celostátního parlamentu Předlitavska), kam usedl ve volbách do Říšské rady roku 1907, konaných poprvé podle všeobecného a rovného volebního práva. Byl zvolen za obvod Halič 05.
V roce 1907 byl uváděn jako člen Národně demokratické strany, která byla ideologicky napojena na politický směr Endecja. Po volbách roku 1907 byl na Říšské radě členem poslaneckého Polského klubu.
Zemřel v červenci 1912.